# Usine d’automobile Gardner
Usine d’automobile Gardner est un constructeur automobile français.

## Production
L’entreprise basée à Paris a commencé à produire des automobiles en 1896. Le nom de la marque était Gardner . L’usine était située au 9-14 Rue Stendhal. 

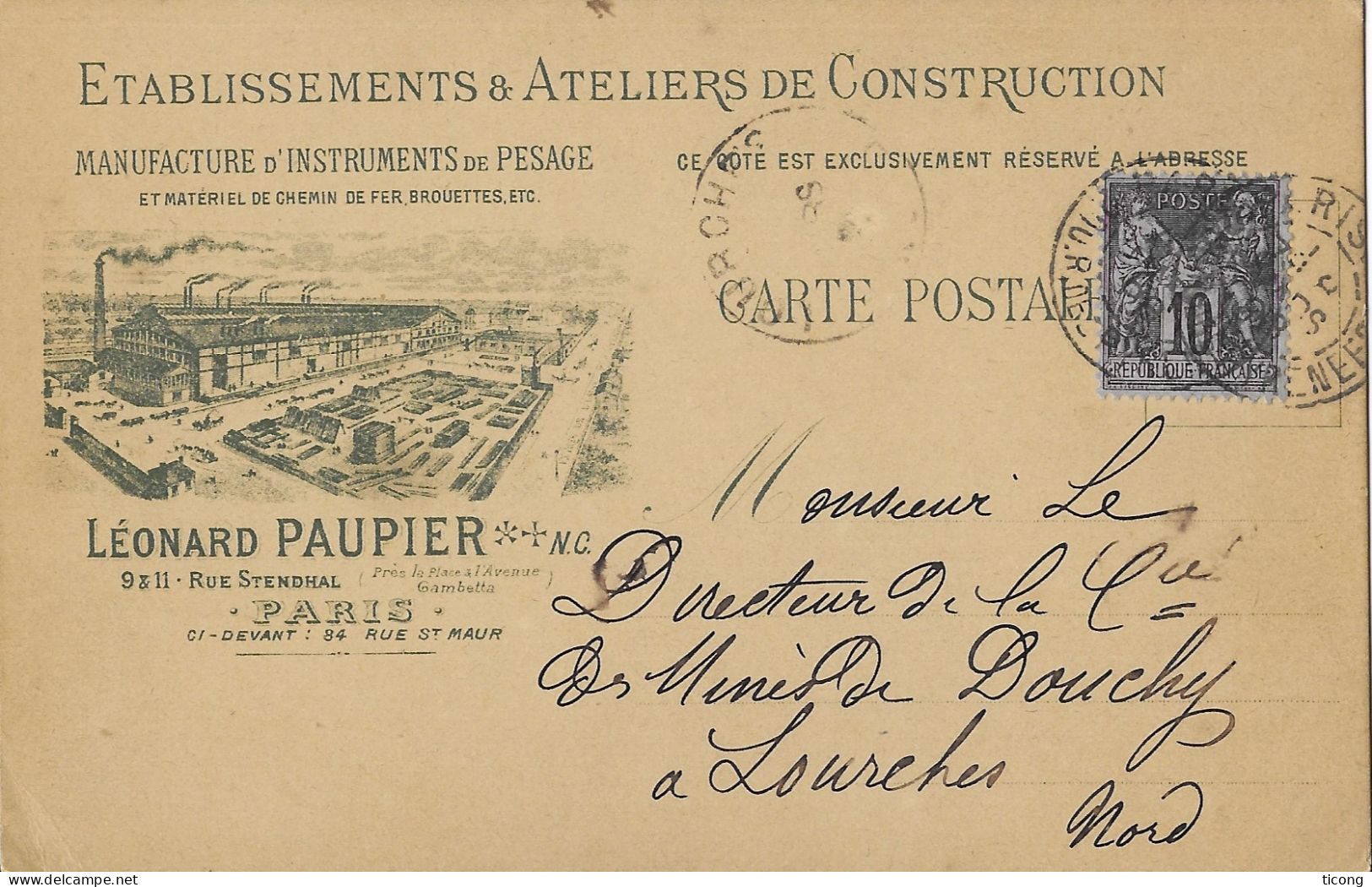
L’usine 9-14 Rue Stendhal

 Le site de l’usine avait la même adresse que l’usine Léonard Paupier, qui produisait des balances et des brouettes en fer ainsi que du matériel ferroviaire, notamment pour les chemins de fer légers, de 1860 à 1925. La coopération entre les entreprises n’est pas connue. L’Américain Frank L. Gardner a commencé à produire des automobiles en 1898. Il a utilisé un moteur monocylindre acheté qui a été installé dans une voiture. En plus des voitures sophistiquées, il fabriquait également des camionnettes de livraison. 
Le financement de l’usine et la production de véhicules ont été rendus possibles grâce à sa fortune considérable, qu’il a pu réaliser grâce à ses mines d’or.
Un autre pilier était le commerce des moteurs.
La production prend fin en 1900 lorsque Frank L. Gardner s’allie au constructeur automobile Léon Serpollet. 
Son frère Henri Serpollet avait auparavant fait ses adieux à la société commune pour créer une nouvelle société dans sa ville natale de Culoz (Ain (département)).
La nouvelle compagnie de Léon Serpollet et Frank L. Gardner s’appelait Gardner-Serpollet
Il n’y avait aucun lien avec la Gardner Motor Company.